# Sherab Zam
Sherab Zam (* 10. Oktober 1983 in Kashithang) ist eine bhutanische Bogenschützin.

## Karriere
Sherab Zam wurde 2005 in den Nationalkader Bhutans berufen. Bei den Olympischen Sommerspielen 2012 in London trug  sie sowohl bei der Eröffnungs- als auch bei der Abschlussfeier die Fahne ihres Landes ins Stadion. Im Einzel schied sie jedoch bereits in der ersten Runde gegen die US-Amerikanerin Khatuna Lorig aus. Sie wurde von Tshering Choden trainiert. 2014 beendete sie ihre Karriere.